# Гартвіг фон Людвігер
Готтлоб Гартвіг Альфред Міхаель фон Людвігер (нім. Gottlob Hartwig Alfred Michael von Ludwiger; 29 червня 1895, Бойтен — 5 травня 1947, Белград) — німецький воєначальник, генерал-лейтенант вермахту. Кавалер Лицарського хреста Залізного хреста з дубовим листям.

## Біографія
Учасник Першої світової війни. Після демобілізації армії залишений у рейхсвері, служив у піхотних частинах. З 1 квітня 1935 року — командир 3-го батальйону 28-го піхотного полку 8-ї піхотної дивізії, з яким взяв участь у Французькій кампанії. З 1 березня 1940 року — командир 83-го піхотного полку 28-ї піхотної дивізії. Учасник німецько-радянської війни, відзначився у боях під Смоленськом. В листопаді 1941 року дивізію перекинули у Францію і переформували в легку, в 1 липня 1942 року — в єгерську. З лютого 1942 року брав участь у боях в Криму, у вересні дивізію перекинули під Ленінград. З 20 лютого 1943 року — командир 704-ї піхотної дивізії (з 1 квітня 1943 року — 104-ї єгерської), дислокованої в Сербії. Учасник операцій проти партизан. В грудні 1944 року під тиском наступаючих радянських частин і югославських партизан відступив у Хорватію. З 29 квітня 1945 року — командир 21-го гірського корпусу в Хорватії. В травні 1945 року капітулював. Югославським військовим трибуналом засуджений до страти. Розстріляний.

## Звання
- Фанен-юнкер (17 серпня 1914)
- Фанен-юнкер-єфрейтор (26 вересня 1914)
- Фанен-юнкер-унтер-офіцер (10 грудня 1914)
- Фенріх (8 травня 1915)
- Лейтенант (30 липня 1915)
- Оберлейтенант (31 липня 1925)
- Гауптман (1 лютого 1930)
- Майор (1 листопада 1935)
- Оберстлейтенант (1 жовтня 1938)
- Оберст (1 вересня 1941)
- Генерал-майор (1 травня 1943)
- Генерал-лейтенант (1 січня 1944)

За непідтвердженими даними, у квітні 1945 році Людвігера підвищили до генерала піхоти.

## Нагороди
- Залізний хрест
  - 2-го класу (2 липня 1915)
  - 1-го класу (14 травня 1917)
- Хрест «За заслуги у війні» (Саксен-Мейнінген)
- Королівський орден дому Гогенцоллернів, лицарський хрест з мечами
- Нагрудний знак «За поранення» в сріблі
- Сілезький Орел 2-го і 1-го ступеня
- Почесний хрест ветерана війни з мечами
- Медаль «За вислугу років у Вермахті» 4-го, 3-го, 2-го і 1-го класу (25 років)
- Застібка до Залізного хреста
  - 2-го класу (17 вересня 1939)
  - 1-го класу (18 жовтня 1939)
- Штурмовий піхотний знак в сріблі
- Лицарський хрест Залізного хреста з дубовим листям
  - лицарський хрест (15 липня 1941)
  - дубове листя (№ 163; 23 грудня 1943)
- Медаль «За зимову кампанію на Сході 1941/42»
- Кримський щит